# (787) Moskva
(787) Moskva est un astéroïde de la ceinture principale.

## Description
(787) Moskva est un astéroïde de la ceinture principale. Il fut découvert le 20 avril 1914 à Simeis par Grigori Néouïmine. Il présente une orbite caractérisée par un demi-grand axe de 2,54 UA, une excentricité de 0,13 et une inclinaison de 14,9° par rapport à l'écliptique.
L’astéroïde est nommé d’après la capitale russe Moscou.